# Мрђановци (Купрес, Кантон 10)
Мрђановци је насељено место у општини Купрес (ФБиХ) која административно припада Кантону 10, Федерација БиХ, Босна и Херцеговина. Мрђановци је подељено међуентитетском линијом између општине Купрес (РС) и општине Купрес (ФБиХ). Према попису становништва из 2013. у насељу је било 13 становника.

## Становништво
Према попису становништва из 2013. године у месту је било 13 становника. Насеље је у потпуности настањено Србима.
| Национални састав према попису из 2013.‍ | Национални састав према попису из 2013.‍ | Национални састав према попису из 2013.‍ | Национални састав према попису из 2013.‍ | Национални састав према попису из 2013.‍ |
| --------------------------------------- | --------------------------------------- | --------------------------------------- | --------------------------------------- | --------------------------------------- |
|                                         |                                         |                                         |                                         |                                         |
| Срби                                    | Срби                                    |                                         | 13                                      | 100%                                    |
| Укупно: 13                              |                                         |                                         |                                         |                                         |

Ранији пописи:
| Националност | 1991.       | 1981.       | 1971.      | 1961.      |
| Срби         | 274 (97,5%) | 345 (95,8%) | 544 (100%) | 563 (100%) |
| Хрвати       | —           | 1 (0,3%)    | —          | —          |
| Југословени  | —           | 14 (3,9%)   | —          | —          |
| остали       | 7 (2,5%)    | —           | —          | —          |
| Укупно       | 281         | 360         | 544        | 563        |